# Гонконзька митрополія
Митропо́лія Гонко́нга і Півде́нно-Схі́дної А́зії (кит.: 正教會普世宗主教聖統香港及東南亞都主教教區, грец. Μητρόπολη Χονγκ Κονγκ και Νοτιοανατολικής Ασίας, англ. Orthodox Metropolitanate of Hong Kong and Southeast Asia) — митрополія Вселенського патріархату Константинополя в Південно-Східній Азії. Єпархіальний центр — Гонконг. Правлячий архієрей — митрополит Гонконзький Нектарій (Ціліс).
Утворена в листопаді 1996 року шляхом виділення з Новозеландської митрополії.